# Augerolles
Augerolles – miejscowość i gmina we Francji, w regionie Owernia-Rodan-Alpy, w departamencie Puy-de-Dôme.
Według danych na rok 1990 gminę zamieszkiwały 894 osoby, a gęstość zaludnienia wynosiła 27 osób/km² (wśród 1310 gmin Owernii Augerolles plasuje się na 256. miejscu pod względem liczby ludności, natomiast pod względem powierzchni na miejscu 170.).